# Alternatív történelem
Az alternatív történelem olyan gondolatkísérlet, ahol az ismert történelem jellemzően valamely mérföldkőnek tekinthető eseménynél más irányt vett, ezzel más történelmi eseményláncolatot idézve elő, vagy ahol valami a múltból eredeztethetően érzékelhetően másmilyen, mint ahogy közismert. Ez sokkal inkább a történet- és társadalomtudományokhoz kapcsolódik a természettudományok helyett, ezért sokan nem tartják sci-fi-nek, mindazonáltal népszerű regény és filmalapanyag is. Az alternatív történelmi regény kifejezés csak néhány évtizede terjedt el mindazon művek gyűjtőneveként, amelyek sosem létezett történelmi múltba kalauzolják el olvasóikat. Viszont a műfaj jóval korábban született. Számos szerepjátéknak is bizonyos alternatív történelem szolgál hátteréül. Kapcsolódhat viszont a sci-fihez is, amennyiben időutazás vagy temporális tér-idő anomália okoz alternatív idővonalat, alternatív történelemmel (például Star Trek).

## Meghatározás
Az alternatív történelem olyan világban játszódik, ahol a történelem eltér a megszokott történelem-szemlélettől. Az alternatív történelmi irodalom arra keresi a választ, „mi lett volna, ha a történelem másként alakult volna”. A műfajhoz sorolt művek többsége valóságos történelmi eseményeken alapszik, de olyan társadalmi, geopolitikai vagy ipari körülményeket teremt, amelyek egészen másként fejlődtek, mint ahogy mi ismerjük. A műfaj olyan fikciót tartalmaz, amelyben a változás vagy az eltérés a múltban megy végbe, és az emberi társadalom fejlődését az általunk ismertnél teljesen más irányba befolyásolja. 
Alapelvei:
- A „mi lett volna, ha…” kérdése akkor termékeny, ha a reális lehetőségeket gondolja végig.
- A szerző kora előtti történelem egy pontján történő változás, amely megváltoztatja a világunkat; változás, amely megváltoztatja a ma ismert világot; e változás elágazásainak vizsgálata.
- Azt viszont szinte mindenki alapszabályként kezeli, hogy az alternatív történeteknek nem kell a múltban játszódniuk, nem kell elmagyarázniuk a divergáló pontot, nem kell világot megváltoztató eseményekkel foglalkozniuk és nem kell híres emberekről szólniuk.

## Verziók
Az alternatív történetírás jellemzően a jelenre fókuszál. A múltat csak eszközként használja. végkifejlet alapján kétfelé osztható:
Fantasztikus vagy rémálom forgatókönyv Gavriel Rosenfeld felosztása
A fantasztikus a múlt „javítása” által egy tökéletesebb jelent szeretne
A rémálomszerűnél a múlt változtatása rosszabbá teszi a jelent
„Műfaj” szempontjából nem sorolhatóak be, ugyanis a krimitől kezdve a családregényen át a sci-fi-ig bármilyen lehet:
- krimi (Robert Harris: Führer-nap, 1992)
- disztópia (Philip K. Dick: Ember a fellegvárban, 1962)
- utópia (Harry Harrison: A Transatlantic Tunnel, Hurrah, 1972)
- történelmi regény: (Harry Turtledove: Guns of the South, 1992)
- sci-fi (Stephen Baxter: Voyage, 1996)
- fantasy (John M. Ford: The Dragon Waiting, 1984)
- steampunk (historikus steampunk) (Tim Powers:The Anubis Gates, 1983)

## Történészi fogadtatás
Az alternatív történet megjelenése olyan drámai volt, hogy azt a tömegkommunikáció is nyomon követte, s még a legellenségesebb kritikusainak tábora, a történész társadalom is – nehézkesen bár, de – elfogadta létezését, sőt néhány tagja lelkesen igyekszik megalapozni az egykor hivatásuk fattyú sarjadékának tartott alternatív történetírás legitimációját, történeti esszék, ihletett monografikus védőbeszédek és tudományos elemzések segítségével. Összegezve, mint ahogy azt viharos karrierje mutatja, az alternatív történetírás a korabeli nyugati kultúra meghatározó jelenségévé vált Gavriel Rosenfeld

## Történelem, vallás, kultúra
A valódi történelemre is igaz, hogy számtalan fehér foltját az emberi kultúra mindig is hajlamos volt feltételezésekkel, legendákkal kitölteni, és ezzel önkéntelenül is egyfajta alternatív történelmet teremteni. Rengeteg mítosz keletkezett az ókorban vagy a középkorban, akár valós történelmi események, akár természettudományok mentén, amelyek csak később nyertek igazolást vagy cáfolatot, miután a különböző tudományok fejlődése erre lehetőséget adott. Igaz ez az évezredes múlttal rendelkező ókori Egyiptomra, vagy történelmi és vallásokhoz kötődő szimbolikus személyekre is, akikről nem tudható, hogy néztek ki pontosan, de az igen, hogy úgy nem nézhettek ki, ahogy későbbi korokban ábrázolták őket, ezért lényegében az alternatív verzióik terjedtek el a kultúrában. Két markáns példa Buddha, illetve Jézus. Az i. e. 5.–6. században élt Buddha személyéhez később párosítottak egy i. u. 10. századi kövérkés, kopasz, kínai szerzetest, Csi-Ce-t, aki Pu-Taj néven az ázsiai folklór része lett, miután a legenda szerint egyfajta „ázsiai Mikulásként” egy zsákból osztogatott ajándékokat gyerekeknek. Pu-Taj a jó szerencse szimbólumává vált és ezzel idővel összemosódott Buddhával, aminek köszönhetően kinézetben Buddha ezután egy kövér, kopasz, általában nevető emberré vált. Jézus esete másképpen alakult: a Galileában született Jézus antropológusok szerint is aligha lehetett olyan fehérbőrű férfi, mint amilyennek évszázadokkal később ábrázolták, az ottani régióban született emberek sötétebb bőrű, fekete hajú emberek voltak; Jézus későbbi ábrázolásait a keresztény vallásban betöltött vezető szerepe, illetve a hozzá kötödő különböző legendák, majd az idővel változó korszakok szempontjai befolyásolták, ennek fényében változott a külleme, a bőrszíne, az öltözéke stb., míg a 20. századra már fehér bőrű, világosabb hajú Jézus vált általánossá a nyugati világban, ugyanakkor más kultúrkörben léteznek más külsejű jézusábrázolások is. Sok olyan állítólagos szentekhez kötött ereklye is létrejött, amelyek hitelessége igazából kezdettől fogva kérdéses volt, ezért idővel feledésbe is merültek, például sok ékszerekkel feldíszített csontváz, amik személyazonossága sosem nyert bizonyítást. Voltak elméletek a középkor kitalált mivoltáról, de más publikációk is árnyalni próbálták a történelmi személyekhez és eseményekhez kötődő hagyományosan rögzült nézőpontokat. Az olyan történelmi eseményeket feldolgozó filmek kapcsán, mint A halál ötven órája, az Aki legyőzte Al Caponét, A hazafi, a Mennyei királyság, Az Argo-akció vagy A piszkos hadviselés minisztériuma pedig tudható, hogy dramaturgiai vagy egyéb okokból megmásították a cselekményüket a valósághoz képest, így azok szintén a történelem részben alternatív verzióját interpretálták.

## Multiverzumok
Az elmúlt évtizedekben a párhuzamos univerzumokról szóló írások gyakran idézték a különböző univerzumok igazolására a kvantummechanika sok-univerzum interpretációját (multiverzum), amelyet 1957-ben Hugh Everett fogalmazott meg. Néhány sci-fi-író az univerzum kettéhasadását az emberi döntési képesség és szabad akarat hangsúlyozására használja fel, míg mások a káoszelmélet pillangóhatására támaszkodnak, hogy az atomi és szubatomi szinten meglévő véletlenszerű különbségeket a történelem bizonyos pontján bekövetkező makroszkopikus eltéréssé erősítsék; akárhogy is, a sci-fi-írók általában egy bizonyos történelmi divergáló pontból vezetnek le minden változást.
A „sok-univerzum” elmélet természetesen több univerzumot foglal magába, jobban mondva az univerzumok folyamatosan szétrobbanó rendjét. A kvantumelmélet szerint az új univerzumok minden kvantumszinten szaporodnak, és még ha az író emberi döntéseket használ is, minden döntés, amit különbözőképpen lehet meghozni, más idősíkon valósul meg. 
- Larry Niven „All the Myriad Ways” című munkája, ahol az összes lehetséges univerzum valósága öngyilkossági és bűnözési járványhoz vezetett, mivel az emberek ebből azt a következtetést vonták le, hogy választásaiknak nincs erkölcsi jelentősége.
- Poul Anderson Időjárőr-sorozata
- Poul Andersonnál egy kocsma az összekötő kapocs az alternatív történetek között. Így történhet meg, hogy az „Operation Chaos” amerikai alternatív történetének egyik figurája megjelenik az „A Midsummer's Tempest” (Tomboló vihar) angol polgárháborújában
- A Sliders sci-fi-sorozat alternatív történeteket mutatott be a tudomány ihlette multiverzumban
- A Minden, mindenhol, mindenkor című kalandfilm cselekménye átlagemberek különböző alternatív verziói körül bonyolódik.

David Deutsch fizikus, a kvantummechanika sok-univerzum értelmezésének szószólója is hasonlóan érvel: „Jó választásokkal és helyes cselekedetekkel erősítjük azokat az univerzumokat, amelyekben a különböző változataink élnek. Ha sikeresek vagyunk, akkor minden utánzat, amely ugyanezt a döntést hozta, sikeres lesz. A jó cselekedetek növelik a multiverzum azon részét, ahol jó dolgok történnek.”

## Művek
Az Alternate History List honlapon több mint 1900 ilyen témájú regény található.

### Kezdetek
Az a gondolat, hogy a tényekkel szembemenő hipotéziseket állítsunk föl, egészen a nyugati történetírás kezdetéig visszavezethető.
- Thuküdidész arról ír, hogy mi lett volna, ha a perzsa hadak legyőzik a görögöket
- Titus Livius: Róma története c. művében Nagy Sándor nem kelet felé indul, hanem Rómát támadja meg.
- Geoffroy-Chateau műve, a Napoléon et la conquête du monde 1812–1823, histoire de la monarchie universelle (Napóleon és a világ meghódítása 1812–1823, avagy az egyetemes monarchia története) 1836-ban jelent meg, ez tekinthető az első modern alternatív történelmi regénynek.
- Sir John Squire esszégyűjteménye korabeli jeles történészekkel a „mi lett volna ha…” témájában. Például Winston Churchill: „Mi lett volna, ha Lee nem győz Gettysburgnél?”
- Szvasztika-éj (Murray Constantine, 1937) – Ez inkább jövőregény.

### Steampunk
A steampunk egy olyan alternatív világot képzel el, amely a 19. század ipari forradalmát követő, főleg mechanikus és gőzüzemű gépeinek a valósnál sokkal jelentősebb elterjedését hozza magával a viktoriánus korszak külsőségeivel; mechanikus gépek, eszközök, gőzüzemű járművek, léghajók jellemzik ezt a világot. A legismertebb kortárs képviselője Jules Verne, noha a kifejezés jó száz évvel a korszak után, a '80-as években terjedt el, és vált önálló műfajjá; Verne regényei is addig leginkább egyszerű kalandregényekként voltak számon tartva. Később több sci-fi- és fantasyelemmel is bővült ez a műfaj.

### Náci uralom
Alaptézise: Miközben minden lehetséges eszközzel ellenőrzés alatt tartják polgáraikat – egy olyan fiktív világot emelnek köréjük, amely a múlt bizonyos pontjainak totális meghamisítására épül.
A regények többsége két sarokpontot jelöl ki a világháború menetében, ahol megfordulhatott volna a kocka: 
1. Sikeres villámháború, amelynek következményeképp a Wehrmacht hazáig követi a Dunkerque-nél visszavonuló angol csapatokat, és Európa sorsa még azelőtt eldől, hogy Pearl Harbor miatt bevonnák a hatalmas amerikai partnert;
2. A németek előbb fedezik fel az atombombát.

- Philip K. Dick: Az ember a Fellegvárban – 1962-ben íródott. Itt Franklin D. Roosevelt 1930-as évek közepén történt meggyilkolása indítja el azt a láncreakciót, amelynek eredményeképpen negyedszázad múlva a három részre szakadt Egyesült Államok keleti partját a náci Németország irányítja, míg nyugaton a császári Japán uralkodik. 2015–2019 között egy négy évados tévésorozat is készült belőle.
- Noël Coward: Béke manapság, 1947 – Színdarab
- Kenneth Macksey: Invázió, 1970
- Anthony Armstrong-Bruce Graeme: Mikor megcsendül a harang, 1943
- Richard Bowes: Háborús gyermek, 1986
- Len Deighton: SS-GB, 1978, a BBC gondozásában tévésorozat is készült belőle 2017-ben
- Harry Turtledove: Ellenségeim jelenlétében, 2003
- Harry Turtledove: A vasszívű ember, 2008
- Robert Harris: Führer-nap, filmverziója: A Harmadik Birodalom, 1994
- Kevin Brownlow és Andrew Mollo: 1956 és 1964 között készült It Happened Here (Itt is megtörtént) című film
- Philip Roth: Összeesküvés Amerika ellen („The Plot Against America” – 2004) című regényében Franklin D. Roosevelt 1940-ben elveszíti az elnökválasztást, és helyette a nácibarát Charles Lindbergh lesz az Amerikai Egyesült Államok elnöke, ami a fasizmus és az antiszemitizmus megerősödéséhez vezet az országban. 2020-ban hatrészes sorozat dolgozta fel.
- Menno Meyjes: Max, 2002

### Más
Egyebek mellett Harry Turtledove írt számos alternatív történelmi regényt, sok közülük felcserélt körülmények közt játszódik: 
- Down in the Bottomlands (Lent a tengerfenéken): a Földközi-tenger nem jött létre a miocén korban, ezért annak medre szárazföld maradt. Ezt a világot a jelenben számos nagy kitalált birodalom uralja: Európában a fennmaradt neandervölgyi emberek által uralt „Tartesh Birodalom”, Észak-Afrikában „Lissonland Principátus”, a Brit-szigeteken „Morgaf Királyság”, az Egyesült Államok területén pedig „Stekia Birodalom”.
- Ruled Britannia (Uralt Britannia): a győzhetetlen armada sikeresen beveszi az Angol Királyságot, ami spanyol fennhatóság alá kerül, egy földalatti felszabadító szervezet pedig még William Shakespeare-t is beszervezi a spanyolok elleni lázításához.
- Richard Dreyfuss-szal közösen – The Two Georges (A két György): az Amerikai Egyesült Államok sose jött létre, mert George Washington és III. György brit király békésen megállapodott egymással, így nem volt amerikai függetlenségi háború sem. A terület ezért Kanadával együtt „Észak-Amerikai Unió” néven létezik tovább brit fennhatóság alatt. Az indiánok sok földjüket megtarthatták, Franciaországban pedig továbbra is a Bourbon-dinasztia uralkodik.
- The Guns of the South (Fegyverek Délnek): egy időutazó fordítja meg az amerikai polgárháború menetét AK–47-es gépfegyverekkel meglepve a vesztésre álló konföderalistákat.
- Joe Steele: Sztálin szülei Amerikába emigrálnak, ezért a gyerekük Joe Steele-ként amerikai állampolgár lesz, aki később az amerikai elnöki pozíciót is megszerzi, miután egy összeesküvés keretében megöleti Franklin D. Rooseveltet. Ezután önkénnyel elnöki hatalomban marad 1953-as haláláig. Sztálin eredeti helyét itt Lev Trockij veszi át. A cselekményben számos sztálini esemény is megjelenik, csak ezúttal amerikai környezetben.
- Through Darkest Europe (Át a legsötétebb Európán): ebben a szintén kifordított történetben az iszlám vallás a felvilágosult és modern, míg a kereszténység fundamentalista vallássá vált, miután Aquinói Szent Tamás és Al-Gazáli pont az ellenkezőjét tanította annak, amit ismerünk. Emiatt a Közel-Kelet és Észak-Afrika számít a világ legfejlettebb térségének, míg Európa lezüllik. Az angol helyett az arab a világnyelv.
- Or Even Eagle Flew (A sas akár még repülhet): Amelia Earhart nem tűnt el, hanem sikeresen célba ért, ezután számos újabb kaland résztvevője.

Kim Stanley Robinson 2002-es regénye, A rizs és a só évei egy alternatív 14. században kezdődik, ahol egy súlyos pestisjárvány miatt kihal az európai népesség nagy része, majd a helyükre betelepülő ázsiai népek hatására minden megváltozik a következő évszázadokban, egyúttal eltörölve az általunk ismert európai kultúrát.
Ben Winters 2016-os regénye, a Földalatti légitársaság egy olyan Amerikában játszódik, ahol megmaradt a rabszolgaság és nem volt polgárháború, mert Abraham Lincolnt még elnökké válása előtt meggyilkolták.

#### Más – egyéb formátumok
- 1953-ban az NBC rádió Sorscsapás (Stroke of Fate) című műsorának minden epizódjában más és más divergáló pontot határoztak meg, és az eredményeket történészek kommentálták. A témák között szerepelt az amerikai polgárháború, a betegségéből felépülő Nagy Sándor, a Julius Caesar elleni merénylet elmaradása, Aaron Burr győzelme Thomas Jefferson felett az elnökválasztáson.
- Star Trek, az 1966-ban indult, utópista jövőt elképzelő franchise-nak noha nem központi eleme az alternatív történelem, de a történeteiben mégis rengeteg alkalommal nyúl az időutazástól, vagy csak önmagától létező alternatív idővonalakhoz, ami nem egyszer alternatív történelmet is von maga után; eközben a Star Trek eredeti idővonala is alternatív történelemmé vált, miután az ott 1966 óta „megjósolt” konkrét késő 20. századi és kora 21. századi eseményekből semmi nem valósult meg.
- Vörös hajnal (1984), a Szovjetunió inváziója az USA felé a hidegháború idején. A 2012-es feldolgozásban már Észak-Korea az agresszor.
- Másnap (1983) és Fonalak (1984), a két, amerikai, illetve brit film egymástól függetlenül ugyanúgy a hidegháború idején bekövetkező atomháború borzalmait mutatja be, egyfajta figyelmeztetésként.
- Fekete Amerika (1995), amelyben az árja jövőmesékkel ellentétben a feketék állnak a társadalmi hierarchia csúcsán, lenézve és elnyomva a gettókba kényszerített fehér angolszász protestáns-lakosságot.
- Mijazaki Hajao: Laputa – Az égi palota, ill. Ótomo Kacuhiro: Gőzfiú, viktoriánus Angliában, anime
- Jin-Roh: A Farkas-brigád (1999), politikai thriller anime, egy alternatív Japánban, melyet a Német Birodalom tart megszállás alatt
- III. Richard 1995-ös filmadaptációja egy alternatív történelmi valóságba helyezett retro sci-fi a Brit Nemzetiszocialisták győzelméről az 1930-as években, de lehet egy valóságos eseményeken alapuló királydráma modern feldolgozásának is tekinteni.
- Mennydörgő robaj (2005), a Ray Bradbury novellájából készült sci-fiben az időutazás felborítja az evolúció menetét.
- A végzetes merénylet (2009: Lost Memories, 2002), koreai film, amely abból indul ki, hogy Hirobumi Ito, japán helytartó 1909-ben nem lett merénylet áldozata.
- Timequest (2002), amelyben egy időutazó megakadályozza a John F. Kennedy elleni merényletet, ami megváltoztatja az azt követő történelmet.
- 11/22/63, szinten egy John F. Kennedy merényletét megakadályozó történet Stephen King könyve alapján.
- Quentin Tarantino: Becstelen brigantyk (2009), a filmben Hitlert több magasrangú nácival együtt agyonlövik egy filmbemutatón.
- For All Mankind, a 2019-es sorozatban miután a Szovjetunió az Egyesült Államokat megelőzve küld sikeresen embert a Holdra, egy sokkal intenzívebb űrverseny veszi kezdetét.
- Fallout, az azonos című videójátékok alapján készült 2024-es sorozat posztapokaliptikus cselekménye egy második világháborút követő alternatív 20. századtól eredeztethető.[11]
- Elektronikus állam, a Simon Stålenhag könyve alapján készült 2025-ös Netflix-film egy olyan világot mutat be, aminek az 1990-es éveiben lezajlott egy háború a különféle robotok és az emberek között.

#### „Popadanci”
A popadanci orosz műfajú ponyvairodalom, jelentése „váratlanul felbukkanó emberek”. Ezekben a történetekben közös, hogy egy orosz karakter visszakerül a múltba, leginkább a második világháború idejére, és ott úgy alakítja az eseményeket, hogy a szovjet, avagy az orosz haderő győzzön le mindenkit, de főleg az Egyesült Államokat és a NATO országokat, amivel ő válik az uralkodó szuperhatalommá. A karakter, aki lehet egy átlag szereplő, de egy történelmi személy, gyakran Hitler vagy Sztálin bőrébe kerülő karakter is, aki hatalmával más döntéseket hozva az oroszokat segíti győzelemre. Itt a történelmi körülményekre abszolút fittyet hányva szövetkezik Hitler és Sztálin a nyugat ellen, máskor egy orosz katona kerül tankostul a A Gyűrűk Ura világába, hogy Mordort segítse, de még akár Darth Vader is felbukkanhat a világháborúban, megint csak Oroszország győzelméért. Vannak regények amik a középkorba, mások pedig a közelmúlt konfliktusaiba „utaztatják” a főszereplőt, aki lehet Sztálin fia, (a valóságban alkoholista) Vaszilij is, aki a könyvben már-már szuperhősi kvalitásokkal rendelkező szuperpilóta, de Szergej Sojgu védelmi miniszterre is nagyon hasonlít az egyik történet főszereplője. Ezek a sok tekintetben komikusnak tűnő sci-fi-ponyvák a 2010-es évektől lettek nagyon népszerűek orosz földön, és miután gyakorlatilag egy meghatározó orosz könyvkiadó, az Ekszmo publikálja ezeket, nem kizárt, hogy kormánypropagandaként ezzel is lelkesíteni kívánják a nyugattal szembeni orosz nemzettudatot.

### Képregények
Képregények garmadája foglalkozik alternatív világokkal, és nem is csak a kifejezetten sci-fi műfajúak. Jellemző dramaturgia bennük ugyanis a különleges, legtöbbször emberfeletti képességekkel rendelkező emberek vagy más szereplők (szuperhősök és szupergonoszok), akik egy mienkhez hasonló világban élnek, ahol fiktív fejlett technológiák vagy biológiai folyamatok miatt tehetnek szert ilyen képességekre egyének. Ezen világok gyakran rendelkeznek alternatív történelemmel is, mint más körülmények közt lezajlott világháborúk vagy kitalált helyek, országok. Példa rá a Marvel Comics X-Men vagy Amerika Kapitány történetei, és számos azok alapján készült film:
- X-Men:
  - X-Men – A kívülállók
  - X-Men: Az elsők
  - X-Men: Az eljövendő múlt napjai
  - X-Men: Apokalipszis
- Amerika Kapitány:
  - Amerika Kapitány: Az első bosszúálló
  - Amerika Kapitány: A tél katonája
  - Amerika Kapitány: Polgárháború

Amerika Kapitány még Hitlert is kiütötte a képregénye hasábjain, ennek persze adott korban közérzetjavító célja volt. Ugyanezért támadta a náci haderőt a szintén képregényhős Superman is, aki Hitlert és Sztálint is elcipelte a bíróságra az elkövetett bűneikért.
Mellesleg a képregényeknek is meglehetnek a maguk alternatív történetei, ahol a jól ismert karakterek valamelyest különböznek, vagy valaki más veszi át a helyüket, erre példa a Marvel What if...? (Mi lenne, ha...?) sorozata, melyből animációs sorozat is készült, a DC-nél pedig közel 50 alternatív univerzumot tartanak nyilván.

### Horror
A horrorban alapvetően nem közvetlenül, hanem közvetve jelenik meg: számos horrortörténet a maga, sokszor abszurd, szürreális történetével nem valószerű helyzeteket, valós fenyegetéseket mutat be, sokkal inkább egy alternatív világot, ahol ilyen események megtörténhetnek, amik esetenként a mi világunkban is játszódnak, lásd mese. (A két műfaj egyébként sokszor mutat átfedést.) Példa rá az ilyen történetekben előforduló természetfeletti lény, entitás (zombi, vámpír, farkasember, túlvilági fenyegetés, szellem stb.), mint valós veszély. A történetek valós/halandó/emberi szereplői is sokszor nem megszokott módon viselkednek, nem racionálisan viszonyulnak a fenyegetéshez, ahogy ezt logikusan a valóságban tennék. Más történetek történelmi viszonylattal is rendelkeznek: Bram Stoker karaktere, Drakula gróf például a valós Vlad Tepesen alapult, az ő életével összemosva többször alternatív történelmet képezve, mint Francis Ford Coppola 1992-es filmjében. H.P. Lovecraft horrortörténeteiben gyakran olyan démonok szerepelnek, akik az emberek előtt éltek a Földön; ezt a dramaturgiát Stephen King is érinti Az című történetében. Máskor George Washingtont prezentálták kannibálként, vagy Abraham Lincolnt vámpírvadászként. Vígjátéki elemek is előfordulhatnak: a Szellemirtók világában annyira elterjedtek a szellemek, hogy vállalkozás épülhet a befogásukra, a Hétköznapi vámpírok című filmben és sorozatban pedig a vámpírok mindennapi problémái kerülnek bemutatásra. Jane Austen híres regénye, a Büszkeség és balítélet hűen mutatja be a 19. századi brit társadalmat, ennek alternatív, szatírikus változata, a Büszkeség és balítélet meg a zombik című feldolgozás, ahol a legtöbb karakter egyúttal zombivadásszá változik, ennek is megjelent a filmváltozata.

### Egyéb műfaj
A fentieken túl több műfaj játszódik még egyértelműen alternatív idősíkokon, ahol ez könnyen lehet mellékes körülmény is, mert a cselekmény szempontjából irreleváns, vagy vállaltan fiktív, de ettől még alapulhat valódi eseményeken is, ahol okozhat gondot a történelmi hűség hiánya. Ilyen történet lehet krimi, dráma, kaland, vígjáték, vagy romantikus film is. Számos valós bűncselekmény regény vagy filmfeldolgozása kisebb vagy nagyobb részben eltért a valóságtól, például a Psycho alaptörténete Ed Gein valós történetén alapult, de a cselekmény nagy része fikció, ami így inkább egy alternatív történet kitalált szereplőkkel. A görög mágnás című dráma Anthony Quinnel már sokkal közelebb áll a valósághoz: Onassis görög hajómágnás és Jackie Kennedy korábbi first lady kapcsolatát mutatja be, de az ismert karakterek nevei és a velük történő események számos ponton különböznek; Onassis neve Tomasisra, Kennedyék pedig Cassidyékre változtak, Tomasis pedig azután veszi nőül Liz Cassidyt, hogy elnök férjét, James Cassidyt a tengerparton éri halálos lövés. A Fruska Gate című vígjátékban két tinilány kerül kapcsolatba Richard Nixon elnökkel, és válnak a Watergate-botrány valószerűtlen részeseivé. Vígjátékok, paródiák garmadája produkál efféle alternatív történelmet, mint amilyen a Fekete Vipera. Olyan kalandtörténetek, mint az Indiana Jones-filmek, A múmia vagy az I. e. 10 000 szintén fiktív, illetve nem bizonyított történelmi külsőségekkel machinálnak, de a 300 című film is sok fiktív elemmel dolgozza fel az ókori thermopülai csata történetét. Az olyan közismert, valós eseményeket bemutató filmek, mint A rettenthetetlen, a Kódjátszma vagy a Jég veled! is tudhatóan pontatlan. A Sisi című 2021-es tévésorozat is számos ponton valótlan, ezzel akaratlanul is alternatív történelemmé válva. Hasonlóan A Bridgerton család, illetve annak spin-off sorozata, a Sarolta királyné – Egy Bridgerton-történet című Netflix-sorozatok is inkább egy társadalmilag sokkal modernebb 19. századot mutatnak a valódi helyett. A 2024-es Y2K a 2000. év problémáját mutatja be vicces-posztapokaliptikus módon. Animációs filmre példa az Asterix, az Az elsüllyedt világok című 1985-ös francia rajzfilmsorozat, vagy a Dínó tesó című film.

### Magyar regények
- Gáspár László: Mi, I. Adolf 1945; 2005, ISBN 9634275354; 2010, ISBN 9789632998299
- Gáspár András: Ezüst félhold Blues 1990, ISBN 9630281902
- Trenka Csaba Gábor: Egyenlítői Magyar Afrika 1991, ISBN 9637480064; 2010, ISBN 9789639868731
- W. Hamilton Green: (Galántai Zoltán): Mars 1910 1997, ISBN 963903925X
- W. Hamilton Green: (Galántai Zoltán): A negyedik birodalom 2002, ISBN 9639238511
- László Zoltán: Hiperballada 2005, ISBN 9638656832
- Andrássy György: Polgárháború (a jobb- és baloldal polgárháborúja hazánkban) 2006, ISBN 9639644099
- Pintér Bence – Pintér Máté: A szivarhajó utolsó útja 2012, ISBN 9786155049941; 2021, ISBN 9789634199441
- Trenka Csaba Gábor: Place Rimbaud 2013, ISBN 9786155296185
- Kondor Vilmos: Második magyar köztársaság[25] 2022, ISBN 9789635721047; 2024, ISBN 9789635725380
- Erdei Grünwald Mihály (szerk.): Mi lett volna, ha…? – Művelődéstörténeti játéksorozat a Rádióban[26]

### Magyar filmek
A honfoglalást feldolgozó Honfoglalás című 1996-os film csak bizonyos momentumokat vesz figyelembe a történelmi mondákból, miközben maga a film sekélyesen és módfelett ügyetlenül dolgozza fel a honfoglalás történetét, ami így sok szempontból csak egy vázlatos interpretáció; hasonló minőségű film a Szent Lászlóval foglalkozó 2001-es Sacra Corona.
A besúgó című 2022-es sorozat kapcsán Rainer M. János történész és Hodosán Róza egykori rendszerváltó politikus cáfolták a sorozat cselekményének több részletét is. Az Elk*rtuk című film az őszödi beszéd kiszivárgásáról és az az utáni zavargásokról szintén több ponton fiktív módon tálalja a történteket. Olyan filmekben pedig, mint a Liza, a rókatündér vagy az Átjáróház keverednek a 20. és a 21. század külsőségei egy kissé meghatározhatatlan kort létrehozva. Noha a történelmi hűségre törekedett, szintén több fikciós elemmel mutatja be a taxisblokád idején történt eseményeket a Blokád című 2022-es film, amiben Antall József karakterét relativizálják pozitív irányba Göncz Árpáddal szemben. Egy másik történelmi sorozat, a II. Andrásról szóló Aranybulla is sajátosan értelmezi a 13. századi magyar történelmet. A szintén ekkortájt bemutatott Hadik című kalandfilm Hadik Andrásról ugyancsak sok fikciós elemet tartalmaz.
2024 márciusában mutatták be az addigi legdrágább magyar filmet Most vagy soha! címmel, mely Petőfiről és a márciusi ifjak 1848-as tetteiről szól, ebben nem is titkoltan egy fiktív körülményekkel övezett sajátos interpretációként tálalják a történelmi eseményeket.
2025-ben jelent meg a Hunyadi című sorozat Hunyadi Jánosról, ami Bán Mór Hunyadiról szóló könyvsorozata alapján készült. Bán a könyveiben a történelmi ismeretek dacára Hunyadit fedhetetlen jellemű karakterként igyekszik bemutatni, míg minden nem magyart Magyarország ellen fenekedő, feslett alakként ábrázol. Utóbb sorra vették a sorozat megmásított részleteit és azt, hogy ezekre miért volt szükség.

## Magyar társadalomtudományi munkák
- Bibó István: Ha a zsinati mozgalom a 15. században győzött volna…
- Jeszenszky Géza: Ha Antall József velünk maradt volna… gondolatkísérlet a volt kormányfő születésének 90. évfordulóján Válasz Online, 2022. április 8.
- És ha Koppány győz? – korai történelmünk legmakacsabb mítoszáról Válasz Online, 2024. augusztus 19.

## Egyéb magyar vonatkozások
Mohácsnál győzni fogunk,
Dózsa lesz György királyunk,
Nagyhatalom századokon át!
Rákóczi világot hódít,
Kossuthtal valóra válik
A Duna-menti Köztársaság
Részlet a táltos dalából az István, a király rockoperában
Az Unicum 2015-ös reklámja több kitalált történelmi külsőséggel jelenik meg.
A 19. században terjedt el a legenda, hogy a múltban „Magyarországnak egyszerre három tenger mosta a partjait”, de ennek a valósághoz a Nagy Lajos idején történt területhódításokon kívül nem sok köze van, és tisztán magyar fennhatóságú terület akkor sem ért tengerekig.

## Egyéb
Az alternatív történetírást a titkos történetekkel nem szabad összekeverni (pl. A da Vinci-kód), de sok esetben átfedést mutat az időutazás témájával, miután az időutazás megváltoztathatja a történelem menetét.